# Faramea schultesii
Faramea schultesii är en måreväxtart som beskrevs av Paul Carpenter Standley. Faramea schultesii ingår i släktet Faramea och familjen måreväxter. Inga underarter finns listade i Catalogue of Life.